# 隔壁的山田君
《隔壁的山田君》是一部由吉卜力工作室製作，高畑勳執導，於1999年7月17日首映的日本動畫電影。改編自漫畫家石井壽一（いしいひさいち）的同名漫畫。
《隔壁的山田君》 是一部以平凡家庭山田一家生活為主題的喜劇片，同時也是吉卜力工作室第一部完全數位化的動畫電影，與吉卜力工作室的其他電影不同，這部電影以風格化的漫畫美學呈現，與工作室其他作 的傳統動畫風格背道而馳。在電影上映後，於同年獲選為第3屆日本新媒體動漫藝術節動畫部門優秀獎。

## 故事內容
內容以平凡家庭山田一家來表現出日常裡的各種趣事。故事情節不採用從頭貫徹到尾的長篇劇情架構，而是匯集四五十來回的短篇單元、再依各短篇的劇情相關性分類結合成數個大段落。
每個大段落裡的章節內容雖彼此獨立，但都會以山田家裡的其中一名或數名角色做為該大段落的中心要角。

## 原作漫畫
原作為石井壽一於1991年開始連載的四格漫畫。一開始的名稱訂為，但之後作品裡的角色山田野野子（山田のの子）較受讀者們喜愛，便在1997年改名為。
內容特色為揶揄當下時事，並多將作品內的角色設定為講得一口關西腔。
在被吉卜力改編為電影動畫後，也相繼於2001至2002年期間在朝日電視台上改編成電視動畫。
電視動畫在臺灣於卡通頻道播出，譯為《淘氣小樂樂》。電影動畫則在Disney Channel播出，翻譯與卡通頻道不同。

## 登場人物
山田野野子（山田 のの子）
原作漫畫主角，是個性格活潑但常考零分、小學三年級的小女孩，特技是大吃一頓。在動畫中擔任開頭的解說劇情人物角色。
山田隆（山田 たかし）
野野子的父親，普通的上班族，興趣是打柏青哥或從事假日木工。吉卜力動畫裡的劇情多以他及松子為要角。
山田松子（山田 まつ子）
野野子的母親。外型肥胖的婦人，和野野子一樣喜歡吃、有時喜歡偷懶的主婦。原作漫畫中也有喜歡玩野野子的電視遊樂器的設定。
山田昇（山田 のぼる）
野野子的哥哥，平凡的國中生。原作漫畫中拿手的科目是社會、差勁的則是數學。在原作漫畫於的連載時期為漫畫主角。
山野繁（山野 しげ）
野野子的外祖母；也是松子的母親，山田家土地持有者。是個直言、有時會挖苦人的老婦人。
波奇（ポチ）
山田家養的寵物。原作漫畫裡是個喜歡吃小魚乾、魚肉糕，但討厭散步、懶得去親近其他人，性格像貓的狗。
藤原瞳（藤原 ひとみ）
野野子班級導師，在動畫中在片尾結束前露臉。原作漫畫裡常有在宿醉的情況下趕來學校授課，也常在課堂上想不到要講解什麼而直接讓學生自習的情況。缺乏教育熱誠，個人行事宗旨「適當」（實際上做事皆是隨便就好）。
菊池婆婆（キクチババ）
野野子家旁「菊池飯館」（キクチ食堂）老闆的母親，是作品中最年長者。在動畫中於阿隆與松子的婚禮裡登場致詞。
菊池久彦（キクチ 久彦）
野野子家旁「菊池飯館」老闆的兒子。和野野子同班，也常與她一同玩耍或打鬧。
久保元政（久保 元政）
光頭戴著眼鏡的男孩，野野子班上愛搗蛋的同學，動畫版中與菊池久彦在不小心把棒球打到野野子家的橋段出現。原作漫畫裡與菊池久彦以及另一名叫鈴木喜三郎的角色是常一同行動的三人組。
麻美（マミ）
與阿昇同班、個性開朗的女學生。

## 製作

### 概要
《隔壁的山田君》的動畫提案起初由本片製作人及原作漫畫迷的鈴木敏夫於1996年12月發表進行。並被導演高畑勳視為吉卜力的「鄰家系列第二彈」。（與龍貓的片名相並映）
此作品為吉卜力工作室首次全篇採用數位化製作的動畫，高畑勳在作品的畫風上也指定以素描形式搭配水彩上色的風格，一往反常先前吉卜力工作室採用的寫實畫面技法。

### 片名
原先一開始的動畫片名訂為，因按照先前在吉卜力中宮崎駿執導的動畫會在片名中會帶有字、高畑勳則帶有字的慣例，當時宮崎駿曾認真提議將片名改為「小波波」，之後高畑勳得知宮崎駿的想法後，便回應在片名開頭加上的鳥鳴啼叫聲。
之後原作漫畫作者石井壽一得知動畫片名更動後，也特地以一詞作為他在報上連載的一篇四格漫畫內容。

### 預告片
鈴木敏夫在動畫預告片的製作上採用日本導演小津安二郎的風格，一邊先在預告片前半段打上各角色人物名稱，之後在後半段接上一小段劇中章節的劇情。
預告片中穿插著的字句「這樣稀奇的家庭也許還存在于日本」，改自先前《龍貓》的文宣標語『這樣稀奇的生物也許還存在日本』。

### 配音人員
- 山田 野野子：
- 山田 隆：益岡徹；中文配音：陳旭昇
- 山田 松子：朝丘雪路；中文配音：丘梅君
- 山野 繁：荒木雅子；中文配音：崔幗夫
- 山田 昇：五十畑迅人
- 菊池婆婆：
- 藤原 瞳：矢野顯子
- 阿繁住在病院的朋友：中村玉緒；中文配音：陳季霞
- 俳句朗讀者：柳家小三治；中文配音：胡立成
- 百貨櫃台小姐：富田靖子；中文配音：許淑嬪
- 宅集便配送員：齋藤曉；中文配音：康殿宏
- 飆車族：古田新太；中文配音：康殿宏
- 電視節目的聲音：上岡龍太郎、笑福亭鶴瓶
- 電視棒球解説：江川卓
- 電視棒球主播：今井伊佐男
- 公車司機：藤巻直哉

## 製作人員
- 原作、片名題字：石井壽一
- 導演、編劇：高畑勳
- 監製：德間康快
- 製片人：鈴木敏夫
- 導演助手：田中千義
- 分鏡・場面設定・執行導演: 田邊修、百瀬義行
- 原畫：安藤雅司、賀川愛、山田憲一、森田宏幸
- CG製作：片塰滿則、井上雅史、泉津井陽一、北川內紀幸、輕部優、佐藤美術、山田裕城
- 執行監製: 氏家齋一郎、東海林隆、
- 製作執行：奧田誠治、藤卷直哉、星野康二
- 作畫指導：小西賢一
- 美術指導：田中直哉、武重洋二
- 美術輔佐人員：吉田昇
- 色彩指導：保田道世
- 色彩輔佐人員：守屋加奈子
- 動畫檢查：館野仁美、小原田和由
- 特殊效果：谷藤薰兒、系川敬子
- 攝影指導：奧井敦
- 音樂：矢野顯子
- 音響效果：伊藤道廣
- 音響效果助手：石野貴久、中澤真理子、村上大輔
- 編集：瀨山武司
- 編輯助手：水田經子、內田惠、
- AVID系統剪輯：小島俊彥
- 錄音：若林和弘
- 音響效果：伊藤道廣
- 音樂：矢野顯子
- 《隔壁的山田君》製作委員會：德間書店、日本電視放送網、博報堂、吉卜力工作室
- 協助：川內康範、任天堂、畠山京子、矢吹淳次、石川忍、讀書電視台、IMAGICA　DIGIX、Neo Artisan、Nemesis、安藤美樹、志留波阿連
- 現像：IMAGICA
- 特別協助：朝日新聞社
- 配給：松竹

### 動畫宣傳用文宣標語
- 閤家平安、全世界共同的願望（家内安全は、世界の願い。）──糸井重里提供。

## 音樂

### 作品音樂
動畫中的配樂除了由日本女歌手矢野顯子所創作的曲目；另穿插著其它類型的音樂作品。

#### 中國音樂
月芽五更（YUEYA WUGENG）
作曲：不明（中國東北部民謠） 二胡演奏：賈鵬芳

#### 日本音樂
犬のおまわりさん
日本童謠。歌詞為將動物擬人化的內容，描寫著一位狗警察想辦法要讓一隻迷路的小貓回家。在動畫中出現的橋段為山田一家人尋找走失的野野子時，在車上打開廣播突然放出的歌曲。
作詞：佐藤義美 作曲：大中恩 歌：生田弘子
山田一家人在被爐裡大合唱的歌曲，原唱者為。高畑勲先前的吉卜力動畫作品《兒時的點點滴滴》裡也有採用過。
作詞：青島幸男、作曲：萩原哲昌 演唱者：作品裡的山田一家人
音樂曲調混合在阿隆想到媽媽松子一直叫他「快去唸書、快去唸書」的段落中。高畑勲先前的吉卜力動畫作品《平成狸合戰》裡也有穿插過此樂曲。
作曲：
細雪
歌手唱的演歌，在爸爸從被爐起身後被其他人拜託順便拿一堆東西出現的插入歌。（臺灣翻唱的版本是「能不能留住你」）
作詞：吉岡治 作曲：市川昭介 演唱者：
櫻花
日本幕末流傳的民謠。在松子和阿繁走在街上看櫻花的段落出現。
演唱者：吉卜力合唱團（女性）
日本60年代電視劇同名歌曲。是在以阿昇為要角的段落「年少易老難學成」開頭出現。
作詞：藤田敏雄　作曲：佐藤勝　演唱者：吉卜力合唱團（男性）
電話線
於阿昇在接完一位女生打來的電話後；在房間裡興奮地手舞足蹈的插入歌，為動畫音樂負責人矢野顯子的作品。
作詞・作曲・編曲・演唱：矢野顯子
為松子和阿繁在飆車族面前拿著鍋盆敲打時唱的日本童謠。
1958年日本特攝片《月光假面》（月光仮面）開頭曲。是阿隆幻想自己是月光假面時的插入曲。
作詞：川内康範  作曲：小川寛興  演唱者：

#### 古典樂
玩具交響曲（第二樂章）
故事中出現玩具交響曲第二樂章部份內容旋律的場景為：
①爸爸阿隆向阿昇解釋讀書重要性的橋段
②媽媽松子偷偷把倆份烏龍麵放在桌上要阿昇幫她煮來吃的地方
③外婆阿繁料理牛肉燴洋蔥蘑菇失敗的場景
④爸爸吃著其他人留下的菜做成的日式早餐
⑤松子說阿繁好像得老人癡呆症
⑥阿昇說給他一萬圓就會努力唸書
⑦爸爸買蛋糕和布丁回來的上列段落結尾處。
動畫後段裡阿隆原本想向公司請病假、但又突然感覺身體沒什麼不舒服後走在路上去上班的橋段裡，穿插玩具交響曲第二樂章完整內容的演奏版。
作曲：雷歐波得·莫札特 演奏：室内管弦樂團（Mario Klemens 指揮）
第一號交響曲（第4樂章「巨人」）
由古斯塔夫・馬勒創作的D大調第一號交響曲，在動畫裡採用的為其中的第4樂章，出現在爸爸發現下了初雪要一家人出來拍照的橋段、以及媽媽松子在欣賞馬勒古典樂的地方。
作曲：古斯塔夫・馬勒 演奏：國立交響樂團（小林研一郎 指揮）
夜曲（第1號降B大調）
在動畫前段阿昇思考為什麼不能選擇出生父母的段落裡出現。
作曲：弗雷德里克·蕭邦 鋼琴演奏：江崎昌子
第五號交響曲（第一樂章）
同為馬勒創作的第5號交響曲裡第一樂章『葬送行進曲』，在阿昇對自己出生感到疑惑的段落中出現。
作曲：古斯塔夫・馬勒 演奏：室内管弦樂團（Mario Klemens 指揮）
結婚進行曲
動畫前段裡爸爸阿隆與媽媽松子結婚時的配樂，為孟德爾頌在《仲夏夜之夢》中穿插的樂章。
作曲：孟德爾頌 演奏：室内管弦樂團（Mario Klemens 指揮）
G小調柔板
義大利作曲家托馬索·阿爾比諾尼的作品，阿繁去醫院探望朋友的橋段結束前出現。
作曲：托馬索·阿爾比諾尼 演奏：室内管弦樂團（Mario Klemens 指揮）
平均律鍵盤曲集第1卷（BWV846‐BWV869）第8號 降E小調BMV853
西洋現代音樂之父巴赫的作品，穿插在爸爸阿隆忙碌地工作回來、疲倦地在家裡吃香焦裡的劇情裡。

作曲：約翰·塞巴斯蒂安·巴赫 鋼琴演奏：江崎昌子

#### 西洋音樂
（Que Sera Sera）

劇情尾聲前的大合唱為翻唱電影《擒兇記》裡「桃樂絲·黛」（Doris Day）演唱的歌曲《Que Sera Sera》，日文版的歌詞內容由導演高畑勲改寫。
作詞：Ray Evans 作曲：Jay Livingston  日文版歌詞：高畑勲 編曲：
演唱者：動畫裡的山田一家與藤原老師、theatre（テアトルアカデミー）藝人事務所、向日葵劇團（劇団ひまわり）、吉卜力合唱團

#### 片尾曲
（Quit Being Alone）
作詞・作曲・演唱：矢野顯子 製作・編曲：Jeff Bova & 矢野顯子
接續在前一首後的配樂，也穿插在用動畫中阿隆和松子跳探戈的場面。
作曲：矢野顯子 編曲：浜口茂外也

### 吉卜力合唱團
演唱動畫中的歌曲《櫻花》、《Que Sera Sera》的吉卜力合唱團（ジブリ合唱団）由吉卜力動畫工作室的成員所組成。

合唱團成員：
| - 高畑勲 - 大山章博 - 大西綾 - 大村 - 大谷敦子 - 大橋實 - 小林尚子 - 小野田敏之 - 山本真純 - 山田憲一 - 山森園子 - 井上明子 - 今川知已 | - 宮崎駿（場地提供人、未演唱） - 內田昇一 - 片田 - 北島由美子 - 北嶋明子 - 古城環 - 田中千義 - 田村篤 - 石光紀子 - 伊藤望 - 吉田昇 - 吉岡雅美 - 安西香月 | - 宮崎吾朗 - 米澤敬博 - 西方大輔 - 佐志原瑞惠 - 佐藤雅子 - 村岡幸子 - 糸川敬子 - 岡本洋子 - 岡田理惠 - 松崎郁子 - 武田美樹子 - 河合彩 - 花村順子 | - 米林宏昌 - 長田昌子 - 門屋大輔 - 室田真友子 - 星野桂 - 宮地昌辛 - 海內努 - 真野鈴子 - 高島陽子 - 高橋敦史 - 淺野宏一 - 盛田茂 - 野中晉輔 - 賀川愛 | - 鈴木敏夫 - 奧田誠治 - 奧村正志 - 鈴木 - 橫田匡史 - 齋藤久美子 - 齋藤純也 - 鵜飼由美子 - 讚井章 - 冨井櫻子 - 笹川周子 - 脇坂守一 - 薮田順二 - 史蒂夫·艾伯特（吉卜力海外部門營運負責人） |  |

## 片中俳句
動畫裡在一些段落的節尾處，放入了選自於由松尾芭蕉、與謝蕪村或種田山頭火所撰寫；恰巧能反應出故事情境的俳句。
⒈歡笑喧鬧聲 打破靜寂深秋夜（秋の夜を打ち崩したる咄かな）
──松尾芭蕉於元禄7年（1694年）9月21日在友人潮江車要舉辦的俳句會上所做。
⒉濛濛細雪中 僅留背影在（うしろすがたのしぐれてゆくか）
──種田山頭火的俳句。
⒊春雨呀 那道盡一切的蓑衣與雨傘（春雨やものがたりゆく蓑と傘）
──天明2年（1782年）由與謝蕪村創作的俳句。
⒋終將死去 蟬聲將盡 蟬之聲（やがて死ぬけしきは見えず蝉の声）
──元禄3年（1690年）夏季，松尾芭蕉於建物幻住庵中；對和尚秋之坊發表的作品。
⒌深秋矣 瞧這邊 我亦寂寥（こちら向け我もさびしき秋の暮）
──元禄3年（1690年）芭蕉對書法師匠北向雲竹有感而發所作。
⒍梅花撲鼻香 日出靜靜升起的山路哉（梅が香にのつと日の出る山路哉）
──元禄7年松尾芭蕉臨終前最後春季裡的作品。
⒎章魚甕 裝載一場夢 夏之月（蛸壺や はかなき夢を 夏の月）
──一日夏季晚上的海岸，松尾芭蕉看見岸邊捕獲章魚的蛸壺所獲得的靈感。
⒏洞穴 悲慘哉 獨角仙下的蟋蟀（あなむざんや甲の下のきりぎりす）
──松尾芭蕉在武將齋藤實勝遺留的頭盔兜甲下，看見一隻鳴叫的蟋蟀有感所作。

## 影音產品
原聲帶
| 第一碟曲目                          | 第一碟曲目                               | 第一碟曲目               |
| ----------------------------------- | ---------------------------------------- | ------------------------ |
| 1.※主題曲1～故事開始（）            |                                          | 16.別多說 交給我來辦（） |
| 2.※愉快的音樂1～快速奔前（）        | 17.※愉快的音樂2～下公車時別亂按鈴（）    |                          |
| 3.玩具布穀鳥叫聲1～不一樣的開頭（） | 18.玩具布穀鳥叫聲2～歡迎回來（）         |                          |
| 4.夜曲第1號降B大調（）              | 19.※快樂的幕間曲2（）                    |                          |
| 5.第5號交響曲第一樂章（）           | 20.※阿隆與松子的探戈（）                 |                          |
| 6.《仲夏夜之夢》～結婚進行曲（）    | 21.敲打腹部的狸囃子（）                  |                          |
| 7.※隔壁的山田君主題曲（）           | 22.※愉快的音樂3～有點辣的酒（）          |                          |
| 8.※快樂的幕間曲1（）                | 23.※父親的悲哀（）                       |                          |
| 9.※圓舞曲曲調（）                   | 24.※自由的樂園（）                       |                          |
| 10.※輕快活力的配樂（）              | 25.第1號交響曲第4樂章《巨人》（）        |                          |
| 11.狗警察叔叔（）                   | 26.※主題曲3～春雨（）                    |                          |
| 12.※擔心不安的配樂1（）             | 27.玩具布穀鳥叫聲3～牛肉燴洋蔥蘑菇（）   |                          |
| 13.※擔心不安的配樂2（）             | 28.玩具布穀鳥叫聲4～答對了（）           |                          |
| 14.※夕陽下的衝刺（）                | 29.玩具布穀鳥叫聲5～得老年癡呆症了嗎（） |                          |
| 15.※主題曲2～大家放心了（）         |                                          |                          |

| 第二碟曲目                             | 第二碟曲目                           | 第二碟曲目                      |
| -------------------------------------- | ------------------------------------ | ------------------------------- |
| 1.※丟三忘四的迴旋曲1～吃野薑的早晨（） |                                      | 10.平均律鍵盤曲集第1卷第8號（） |
| 2.※丟三忘四的迴旋曲2～吃野薑的早晨（） | 11.※朝氣的音樂3～走自己的路（）      |                                 |
| 3.櫻花櫻花（）                         | 12.※丟三忘四的迴旋曲～換景插曲（）   |                                 |
| 4.G小調柔板（）                        | 13.※丟三忘四的迴旋曲3～保持行善（）  |                                 |
| 5.青年們（）                           | 14.月光假面是誰呢（）                |                                 |
| 6.玩具布穀鳥叫聲6～夏之夢（）          | 15.※幻想破滅（）                     |                                 |
| 7.※愉快的音樂5～快樂的校園（）         | 16.玩具交響曲第2樂章「小步舞曲」（） |                                 |
| 8.※噗通心跳的配樂（）                  | 17.Que Sera Sera（）                 |                                 |
| 9.※電話線（）                          | 18.※遠離孤單一人吧（）               |                                 |

※為矢野顯子原創曲目。

原聲帶特別版
收錄動畫中由矢野顯子原創或演奏的曲目。
交響樂版
收錄動畫中穿插的古典樂曲，其中玩具交響曲的部份有完整三段樂章的演出。

## 動畫小細節
- 作品的日文原名裡前半段的名稱是動畫中日本樹鶯的啼叫聲。
- 動畫中間段落出現的宅集便貨車為大和運輸（ヤマト運輸）的黑貓宅急便。

## 其它
- 此作品上映前因吉卜力前任社長德間康快與東寶起爭執，而轉手將《隔壁的山田君》的宣傳讓松竹負責。但松竹的宣傳部門企劃效果不佳、只獲得十五億多日圓的票房收入，和先前吉卜力作品票房相比之下是從《魔女宅急便》後最差的一次[21]。
- 原作作者石井壽一在動畫上映前，特別弄了一個噱頭：「將製作人鈴木敏夫設定為漫畫中人物『鈴木喜三郎』的叔父」（與他同姓的角色），並以此題材創作了數篇故事[22]。

## 腳註
1. . 亚马逊中国.   [2013-04-26]. （原始内容存档于2016-08-09）.
2. ↑  ：100頁
3. ↑  ：101頁
4. ↑  ：12頁
5. ↑  ：57頁
6. ↑  ：3頁
7. ↑  ： 117頁
8. ↑  ：8頁
9. ↑  ： 118頁
10. ↑  ： 119頁
11. ↑  ：111頁
12. ↑  ：112頁
13. ↑  ：114頁
14. ↑  原聲帶CD手冊內容
15. ↑  ：25頁
16. ↑  伊藤洋. .   [2011-07-16]. （原始内容存档于2021-04-12） （日语）.
17. ↑  伊藤洋. .   [2011-07-16]. （原始内容存档于2021-01-26） （日语）.
18. ↑  伊藤洋. .   [2011-07-16]. （原始内容存档于2016-03-04） （日语）.
19. ↑  伊藤洋. .   [2011-07-16]. （原始内容存档于2016-03-04） （日语）.
20. ↑  伊藤洋. .   [2011-07-16]. （原始内容存档于2017-03-10） （日语）.
21. ↑  樂在工作：進入宮崎駿．高畑勳的動畫世界：123～124頁
22. ↑  ：106頁